# Amiati
Marie Thérèse Victoria Adélaïde Abbiate dite Thérèse Amiati ou Amiati, née le 2 juin 1851 à Turin et morte le 27 octobre 1889 au Raincy est une chanteuse française d'origine italienne.
Elle se rendit célèbre, après la défaite de 1871 et la perte de l'Alsace-Lorraine, comme divette, en interprétant des chansons revanchardes. Elle fut pensionnaire à l'Eldorado et à la Scala, se produisant également aux Ambassadeurs.

## Identification
L'identification, aujourd’hui acquise, d'Amiati à Marie Thérèse Victoire Adélaïde Abbiate, n'allait pas de soi pour ses contemporains. La confusion vient en partie du choix d'un premier nom de scène, Fiando, pour ses débuts artistiques. Ainsi, Gaston Senner affirmait-il dans La Presse en 1899, à l'occasion de l'érection d'un « monument » à la mémoire d'Amiati, que « le vrai nom de l'artiste était Fiando », alors même que son journal avait publié dix ans plus tôt que ce « vrai nom » était « Abiate » ,. Par ailleurs, le lieu de naissance de l'artiste, aujourd'hui établi comme Turin, faisant l'objet de diverses hypothèses : Fernand Movel, suivi par Constant Saclé, croyait Amiati née à Florence. Jules Lemaître, de son côté, pensait qu'elle venait de Rome. Il y a aussi quelques discordances sur sa date de naissance : Le Gaulois, dans son édition du 30 octobre 1889, précisait qu'Amiati avait débuté à 14 ans, ce qui aurait impliqué qu'elle fût née en 1852[Quoi ?]. Dix ans plus tard, à l'occasion de l'inauguration du monument funéraire d'Amiati, Le Gaulois maintenait, en affirmant qu'elle était morte en 1889 à 37 ans.

## Enfance
Peu de choses sont connues de la vie d'Amiati avant ses débuts dans la chanson. Selon Le Gaulois, « son père était un brave homme — mais il buvait — sa mère la battait — mais elle l'aimait quand même », Un autre journal d'époque affirme qu'elle avait été blanchisseuse avant d'être chanteuse. Jules Lemaître, enfin, écrit qu'elle n'avait pas eu de première instruction et qu'à ses débuts d'artiste, elle était « encore incapable de déchiffrer le moindre morceau ».

## Débuts lyriques sous le nom de Fiando
Amiati débute sur scène en 1866, au théâtre Saint-Pierre, dans un emploi comique, sous le nom de Fiando. Dans la revue Tout Paris la verra, jouée 170 fois, elle interprète « avec une crânerie pleine de promesses […] le rôle du Coq gaulois ». Elle passe ensuite au Concert Béranger, « en paysanne en sabots et jupon court ». Devenue rapidement l'étoile de cette salle, elle est signalée par son professeur de musique, Ludovic Benza,, au directeur de l'Eldorado, lequel la fait débuter en 1869, toujours dans le genre dit paysannerie.

## Succès sous le nom d'Amiati

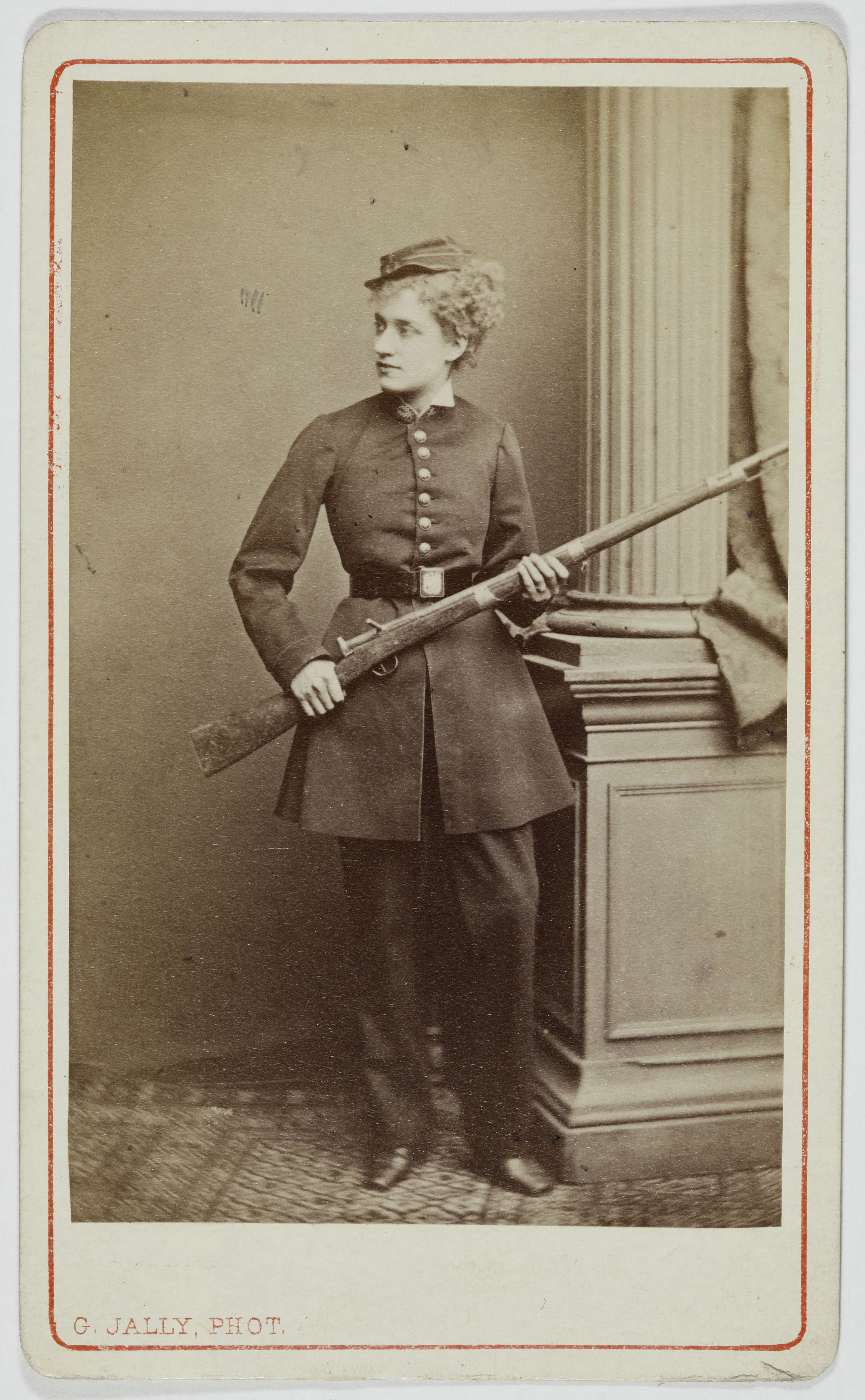
Amiati entre 1870 et 1889.

Durant la Commune, elle est déjà connue sous le nom de scène d'Amiati, le Journal officiel relevant qu'elle « se bisse toute seule, ce qui ne manque pas d'une certaine originalité ». En mars 1871, elle crée à l'Eldorado  Qu'on se souvienne ; en avril, Maudite soit la guerre et La Voix de la France ; en mai, avant l'entrée des Versaillais dans Paris, Assez de sang. Cri patriotique appelant à la réconciliation nationale,. Elle est déjà une vedette de l'Eldorado. Elle achèvera de s'y rendre célèbre dès la même année en se spécialisant dans des chansons revanchardes. À ce titre, elle est considérée comme une des représentantes principales du genre « chanson patriotique », un emploi bien défini du café-concert, voire « la prêtresse consacrée » d'un chauvinisme naïf. En effet, après la guerre franco-allemande, « la chanson devient patriotique, appelle la revanche, marque le malaise des âmes populaires ». Amiati représenta éminemment ce genre, s’enveloppant littéralement dans le drapeau tricolore,, sorti « soudain on ne sait d'où », pour chanter La Marseillaise, ou des chansons revanchardes comme Alsace et Lorraine,, (1871), reprise après Chrétienno, qui faisait « venir des larmes » à Adrien Bernheim, le chroniqueur du Figaro, avec son refrain fameux :
Vous n'aurez pas l'Alsace et la Lorraine

Et, malgré vous, nous resterons français

Vous avez pu germaniser la plaine

Mais notre cœur, vous ne l'aurez jamais.
À partir de 1874, selon un chroniqueur de L'Orchestre, on entend moins souvent à l'Eldorado des chansons patriotiques, mais cette veine emporte toujours le succès comme Le Batelier lorrain (1882), sur des paroles de Villemer et Delormel et une musique de Lucien Collin. Bientôt, selon un article de L'Art lyrique en 1896, les programmes des cafés-concerts reviendront à des chansons plus sentimentales. Amiati s'adaptera et ajoutera à son répertoire, avec succès, des chansons « anacréontiques », telle Ça coûte un baiser (1885). D'autres succès « dramatiques et mélodiques » furent, selon Saclé, Le Baiser des adieux (1874), La Fille de l'hôtesse, N't'en va pas Madeleine ! (1874), L'Amour frileux, Valse maudite (1878), Amour, Folie (1880), Le bon temps, Stella d'Amore.
Outre l'Eldorado, elle se produit aussi aux Ambassadeurs et à la Scala. En 1884, Amiati est pensionnaire à la Scala, un établissement situé en face de l'Eldorado, dont les propriétaires, les époux Allemand, achèteront l'Eldorado en 1887. En 1885, Le Gaulois observe que le succès de la  Scala est « considérable », qu'on « continue à [y] refuser du monde » et que ses étoiles, dont Amiati, « la cantatrice aux accents émus » qu'on « accueille avec des bravos », attirent « tout Paris ». Le Temps rapporte que la chanteuse suscite « d'indescriptibles enthousiasmes ». Pourtant, la mode change : même au café-concert, le public préfère les pièces de théâtre. Il « n'écoute plus les chansons qui firent autrefois la fortune de ces établissements. Ils attendent la pièce de la fin et considère le reste comme des hors-d'œuvre, plus ou moins mauvais. » En conséquence, « les étoiles lyriques [comme] Amiati […] n'ont plus de pouvoir réel sur la recette. On les écoute, on les applaudit, parce qu'ils font mieux que les autres ; mais on ne se dérange plus pour venir les voir et les entendre ». En 1887, certains considèrent Amiati comme « une étoile à son déclin », même si Le Gaulois continue à rapporter qu'elle « obtient, tous les soirs, un très grand succès » avec un nouveau chant patriotique de Paul Déroulède.
Parmi les derniers succès d'Amiati, Saclé relève Loin des jaloux, Le bon vieux maître d'école (qu'il décrit comme une suite du Maître d'école alsacien), La plus belle fille du monde et La Prière d'une Alsacienne.

## Décès
À l'été 1889, elle perd son époux, Eugène Maria « ruiné dans une entreprise lyrique ». Fort affectée par ce décès, déjà très éprouvée par la mort de plusieurs de ses enfants enlevés par le croup l'année précédente, elle continua, bien qu'enceinte, à chanter jusqu'à la fin de la saison. Elle tenait à désintéresser tous les créanciers de son défunt époux. Son salaire mensuel n'y suffisant pas, elle dut emprunter la moitié de ses appointements de trois années. Elle meurt  à l'hiver suivant, à la suite d'un accouchement, d'une péritonite  puerpérale, dans le dénuement, laissant « 13 fr. 15 c » à quatre jeunes orphelins. Elle est enterrée dans la fosse commune au cimetière du Raincy. En 1898, Le Moniteur des spectacles prend l'initiative d'une souscription destinée à accueillir ses restes au cimetière du Raincy et orner sa tombe d'un médaillon en bronze d’Élisa Bloch. Le monument est inauguré en 1899.

## Thématique
Nombre de ses premières chansons évoquaient des faits de bravoure de l'armée française durant la guerre, telle Les Turcos, qui « faisait battre les cœurs » en célébrant l’héroïsme des turcos à la bataille de Forbach-Spicheren, avec le refrain suivant :
Les Turcos, les Turcos sont de bons enfants 

Mais il ne faut pas qu'on les gêne

Autrement la chose est certaine

Les Turcos deviennent méchants.
Le culte des « héros de nos désastres », célébrés « les cheveux tragiquement défaits », fit la gloire d'Amiati. Ainsi, Ne dansez plus, des Français dorment là (1872), une chanson que Bonnefont juge plus triste que la précédente « parce qu'elle exprime la douleur des pertes subies sans passer par l'enthousiasme du combat » et dont les derniers vers sont les suivants :
Ne troublez pas la phalange endormie,

Ne dansez plus où la fleur poussera.

N'éveillez pas ces fils de la patrie,

Découvrons-nous, des Français dorment là !
Le Maître d'école alsacien (1872), une « chanson patriotique très sentimentale » et un autre de ses succès, également écrite, avec Lucien Delormel, par Gaston Villemer dont elle était considérée comme la « muse », était invariablement salué par « une salle en délire, des yeux qui brillent, qui pleurent, des bras qui se tendent frémissants vers un horizon lointain ». L'émotion suscitée était si vive que la chanson fut, selon Bonnefont, un moment interdite dans les concerts, ainsi, précise-t-il, « que d'autres chansons exhalant trop vivement la haine, toujours regrettable, mais si compréhensible, du vaincu contre un vainqueur arrogant ». Le même Bonnefont, la comparant à la précédente chanson, la trouve « plus navrante encore, exprimant, pire que la mort, l'amer regret de ceux qui ont perdu la patrie… au moins pour longtemps ». Voici son refrain :
La patrouille allemande passe,

Baissez la voix, mes chers petits :

Parler français n'est plus permis

Aux petits enfants de l'Alsace.
Dans le même registre, les derniers vers du Fils de l'Allemand, une chanson plus tardive (1882), sont restés célèbres, pour leur outrance :
Va, passe ton chemin, ma mamelle est française,

N'entre pas sous mon toit ; emporte ton enfant ;

Mes garçons chanteront plus tard La Marseillaise,

Je ne vends pas mon lait au fils d'un Allemand!
Plusieurs autres de ses chansons patriotiques, telles Maudite soit la guerre (1871), Les Émigrants (1871), Le Blessé (1878), L'Appel après le combat, Une tombe dans les blés (1872) et surtout Le Clairon (1873), écrite par Paul Déroulède, furent imprimées à plus de cent mille exemplaires. Parmi ses autres premiers succès, L'Enfant de Paris (1874), Le Cheveu blanc, La ferme aux fraises, ainsi que  Le Bouquet tricolore et Mère et patrie.
Les couvertures des petits formats de ces chansons « se veulent symboliques du sentiment national face à l'envahisseur » :

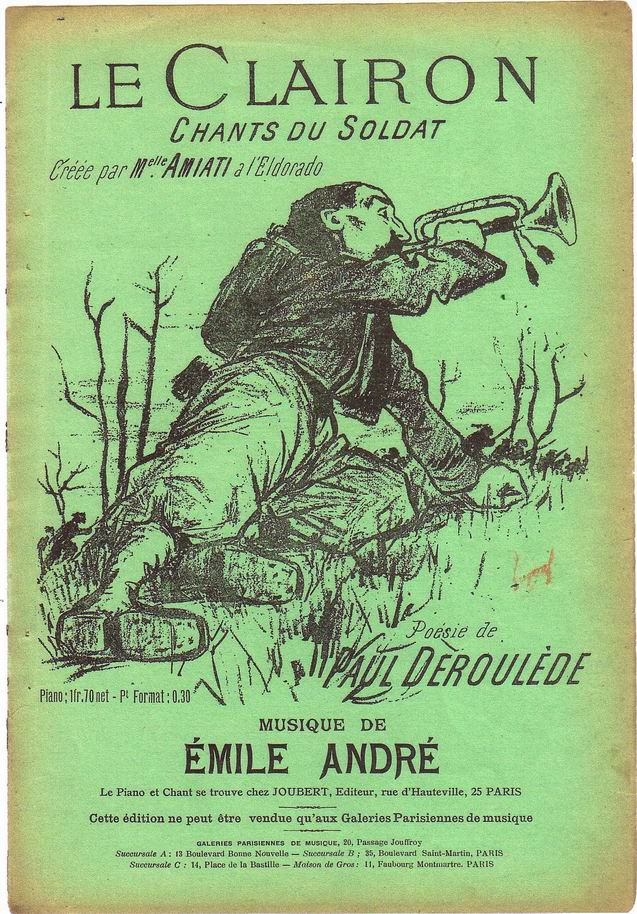
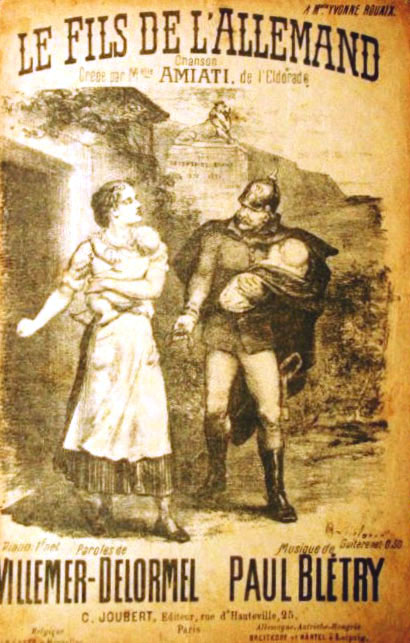
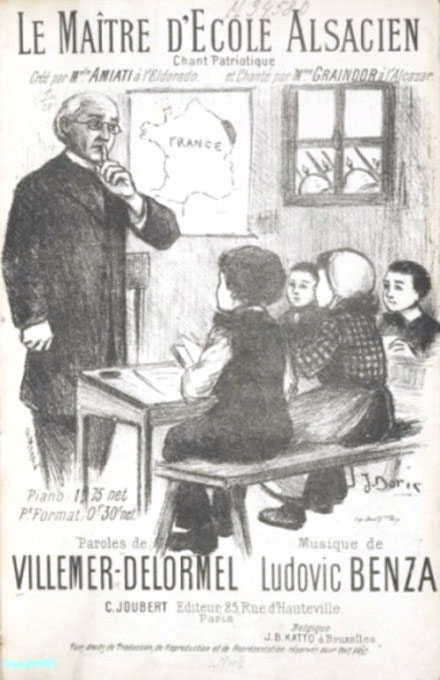
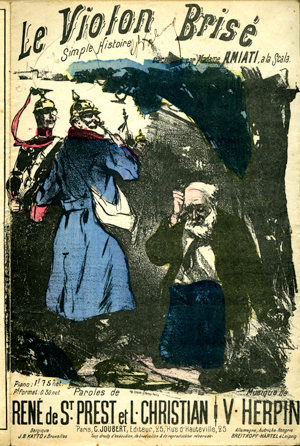

Le thème de la réforme de l'enseignement avait également de l'importance dans son répertoire, alors même qu'elle n'avait pas eu de première instruction et qu'à ses débuts lyriques, elle était « encore incapable de déchiffrer le moindre morceau ». Elle interprétait « avec une conviction religieuse » le refrain d'Homme ! Nous allons nous instruire :
Homme ! Nous allons nous instruire.

Marche avec nous dit un enfant.

Un peuple est fort quand il sait lire,

Quand il sait lire, un peuple est grand !

## Témoignages
« Grande, élancée, les cheveux noirs, les yeux superbes, elle captivait par le double charme de la femme et de l'artiste », rappelle Gaston Senner. Fernand Movel, l'auteur de sa première biographie dans La Chanson en 1880, confirme, relevant « la beauté correcte et grave de Mlle Amiati et l'accent dramatique sans emphase qu'elle sait donner à chacune des compositions qu'elle interprète ». Jules Lemaître la décrit ainsi: « C'était une grande fille brune, le visage à la fois tragique et ingénu, une voix généreuse, étoffée, avec de belles notes de contralto ». Et ailleurs: « Profondément admirée des ouvriers et des petits bourgeois, elle représentait, au café-concert, la littérature morale et élevée. Plusieurs de ses camarades m'ont dit que c'était une excellente et honnête créature. Je lui ai moi-même parlé une fois, et j'ai été frappé de son air de candeur. Elle était grave et se sentait une mission ». Ailleurs encore: « Amiati fut la vestale populaire de la chanson patriotique. C'est évidemment son répertoire qui l'a sauvegardée ». Maxime Rude les contredit partiellement: « Blonde, avec de grands yeux bleus frangés de longs cils, élancée, frêle en apparence, voici Amiati, une idole du public des concerts ». André Chadourne est plus vague: « Une taille élégante, une figure régulière, un air de vague mélancolie ». Un journaliste de l'Univers illustré ajoute: « Lorsqu'elle apparaissait, avec sa tête expressive, mélancolique, le corps drapé sérieusement dans une robe noire aux plis sérieux, les blagues cessaient ». Selon Le Gaulois, « le registre de sa voix n'était pas étendu, mais elle savait en tirer des effets surprenants ». Gaston Bonnefont évoque « une voix sonore et sympathique — une belle voix étendue, vibrante ».« Sa voix était généreuse, particulièrement dans le registre grave », précise Bridaine de La Presse, qui ajoute que son émotion était « communicative » et « d'un réel effet ». elle était aussi ce que les contemporains appelaient une « diseuse,, », c'est-à-dire qu'elle alternait « avec art » les parties dites et chantées, avec le souci d'« illuster le côté théâtral de la chanson ». Un chroniqueur du Temps ajoute qu'Amiati « possède une qualité, rare aux cafés-concerts, c'est que l'on entend à peu près tout ce qu'elle dit : elle le dit avec une largeur exagérée, mais encore a-t-elle quelque sentiment ».

## Panégyrique
Le critique et dramaturge Edmond Sée fit en 1899, à l'occasion de l'érection du monument funéraire d'Amiati, son éloge panégyrique :

« Amiati !... C'était la chanson bourgeoise et guerrière. L’enthousiasme du dessert au nougat. Elle soulevait les salles. Par son apparence de belle fille bien grasse, elle suscitait toutes les ardeurs des spectateurs médiocres et populaires, qu'elle détournait ensuite facilement et à l'aide d'un refrain de victoire sur un sentiment toujours prêt de patriotique candeur. On désirait à la fois la Bourgeoise et la Revanche, et on acclamait le tout. Ils avaient la perception de ce qu'était une noble et forte femme très décolletée et l'idée obscure que pour chanter ainsi d’elle-même tous les beaux refrains qu'ils pensaient entre hommes, elle devait bientôt venir au milieu d'eux et ne pas être difficile. On l'aimait. Ainsi s'explique le succès de la défunte chanteuse et son monument. Elle le mérite, car c'était une brave femme, et ses pensées de ménagère, enflammées quotidiennement par des revendications tricolores, durent se reposer dans la vie et ne jamais dépasser un idéal autoritaire, honorable, et tout rempli d'une saine tendresse, d'une intimité semblable et parallèle à son art. »